# Temnora robertsoni
Temnora robertsoni är en fjärilsart som beskrevs av Robert H. Carcasson 1968. Temnora robertsoni ingår i släktet Temnora och familjen svärmare. Inga underarter finns listade i Catalogue of Life.